# La Mort de Lucrèce (film)
Pour les articles homonymes, voir La Mort de Lucrèce.
Pour plus de détails, voir Fiche technique et Distribution.
La Mort de Lucrèce est un film muet français réalisé par Louis Feuillade, tourné en 1912 et sorti en 1913.

## Fiche technique
- Titre : La Mort de Lucrèce
- Réalisation : Louis Feuillade
- Scénario : Louis Feuillade
- Société de production : Société des Établissements L. Gaumont
- Pays de production :  France
- Langue : film muet avec les intertitres en français
- Format : Noir et blanc — 35 mm — 1,33:1 — Muet
- Métrage : 345 m
- Genre : Film dramatique, Film historique
- Durée : 11 minutes 30
- Date de sortie : 
  - France : janvier 1913

## Distribution
- Jeanne Briey : Lucrèce
- Émile Keppens : Sextus
- Henri Duval : Collatin
- Maurice Mariaud : Brutus
- Louise Lagrange